# Contea di Eastland
La contea di Eastland (in inglese Eastland County) è una contea dello Stato del Texas, negli Stati Uniti. La popolazione al censimento del 2010 era di 18 583 abitanti. Il capoluogo di contea è Eastland. La contea è stata fondata nel 1858 ed in seguito organizzata nel 1873. Il suo nome deriva da William Mosby Eastland, un soldato che combatté durante la Guerra d'indipendenza del Texas e l'unico ufficiale a morire a causa delle cosiddette "esecuzioni Black Bean" della sfortunata Mier Expedition.

## Geografia fisica
| Anno | Popolazione | ±%       |
| ---- | ----------- | -------- |
| 1860 | 99          |          |
| 1870 | 88          | −11,1%   |
| 1880 | 4 855       | 5 417,0% |
| 1890 | 10 373      | 113,7%   |
| 1900 | 17 971      | 73,2%    |
| 1910 | 23 421      | 30,3%    |
| 1920 | 58 505      | 149,8%   |
| 1930 | 34 156      | −41,6%   |
| 1940 | 30 345      | −11,2%   |
| 1950 | 23 942      | −21,1%   |
| 1960 | 19 526      | −18,4%   |
| 1970 | 18 092      | −7,3%    |
| 1980 | 19 480      | 7,7%     |
| 1990 | 18 488      | −5,1%    |
| 2000 | 18 297      | −1,0%    |
| 2010 | 18 583      | 1,6%     |

Secondo l'Ufficio del censimento degli Stati Uniti d'America la contea ha un'area totale di 932 miglia quadrate (2410 km²), di cui 926 miglia quadrate (2400 km²) sono terra, mentre 5,4 miglia quadrate (14 km², corrispondenti allo 0,6% del territorio) sono costituiti dall'acqua.

### Strade principali
- Interstate 20
- U.S. Highway 183
- State Highway 6
- State Highway 16
- State Highway 36
- State Highway 112

### Contee adiacenti
- Stephens County (nord)
- Palo Pinto County (nord-est)
- Erath County (est)
- Comanche County (sud-est)
- Brown County (sud)
- Callahan County (ovest)
- Shackelford County (nord-ovest)

## Educazione
Nonostante la sua bassa popolazione, la contea è sede di due università: la Cisco College e la Ranger College.

## Media
Eastland County è servita da quattro giornali locali: la Eastland Telegram, Rising Star, Ranger Times, e il Cisco Press.